# Priehybok
Priehybok (polsky Bania, 1128 m n. m.) je hora v Kysuckých Beskydech (na polské straně Beskid Żywiecki) na slovensko-polské státní hranici. Nachází se v hlavním hřebeni mezi vrcholy Májov (1134 m) na východě a Kikula (1105 m) na jihozápadě. Kikula je oddělena sedlem Przełęcz Pod Banią (1030 m). Na sever vybíhá z hory rozsocha směřující přes vrcholy Bendoszka Wielka (1144 m), která je oddělena sedlem Przełęcz Przegibek (1000 m), a Praszywka Mała (980 m) k vrcholu Praszywka Wielka (1043 m), za nímž klesá do údolí říčky Rycerka. Severozápadní svahy hory klesají do údolí potoka Ciapków, severovýchodní do údolí potoka Majów a jižní do údolí Brhlového potoka. Ze severu a západu obchází horu červeně značená dálková turistická trasa Główny Szlak Beskidzki. Přes vrchol prochází Hlavní evropské rozvodí.

## Přístup
- po červené  turistické značce ze sedla Przełęcz Przegibek, na vrchol nutno odbočit po neznačené lesní cestě